# Zhejiang Golden Bulls
Los Zhejiang Golden Bulls (en chino, 浙江金牛) es un equipo de baloncesto chino con sede en Yiwu, Jinhua, Zhejiang, que compite en la Chinese Basketball Association (CBA). Disputa sus partidos en el Yiwu Gymnasium.

## Historia
El club se formó en 1995 como Zhongxin Zhejiang Squirrels Hangshou, convirtiéndose en uno de los primeros clubes profesionales de China. Compite desde la temporada inaugural en la CBA, alcanzando su mejor clasificación precisamente en su año de debut y en 2002, acabando en ambas ocasiones en la sexta posición de la temporada regular.

## Jugadores destacados
- Ding Jinhui
- Hesham Salem
- Bayo Akinkunle
- Chad Allen
- Josh Moore
- Kevin Benton
- Andre Brown
- J.R. Smith
- Eddy Curry
- Ivan Johnson